# Podregion Koillis-Savo
Podregion Koillis-Savo (fiń. Koillis-Savon seutukunta) – podregion w Finlandii, w regionie Sawonia Północna.
W skład podregionu wchodzą gminy:
- Kaavi,
- Rautavaara,
- Tuusniemi.

W skład podregionu wchodziły gminy:
- Juankoski (1 stycznia 2017 włączona do gminy Kuopio),
- Nilsiä (1 stycznia 2013 włączona do gminy Kuopio)[3].